# Szőts András (orvos)
Szőts András (1760 – Kolozsvár, 1812) magyar orvosdoktor, Kolozsvár főorvosa.

## Élete
Felszabadított jobbágycsaládból származott. A kolozsvári református kollégiumban végzett tanulmányait követően Bécsben szerzett orvosi oklevelet 1785. január 14-én. Kolozsvárra visszatérve 1786. augusztus 22-én feleségül vette egykori tanára, Szathmári Pap Mihály esperes Ágnes nevű lányát. Orvosi praxisa jól alakult, rövid idő alatt házat vásárolt magának a Király utcában. Nyers modora ellenére betegei szerették. 1787-ben Kolozsvár város physikusává nevezték ki. 1791. szeptember 28-án II. Lipót nemességet adományozott neki Incseli előnévvel. 1809. április 6-án országos főorvossá nevezték ki. 1810-től a kolozsvári orvos-sebészi tanintézet igazgatói tisztét is ellátta.

## Művei
- Dissertatio inaug. medicopractica de arthritide. Vindobonae, 1784.
- A himlőnek a juhokban való beoltásáról írt oktatása; melyet a felséges kir. fő-igazgató tanács kegyelmes parancsolatjából Oeffner József után magyar nyelvre fordított. Kolozsvár (1803).
- A venusi szerelem nyavajának rövid leírása és bizonyos orvoslása a legújabb tapasztalások szerént. Kolozsvár, 1803. (Eckstein Ferenczczel együtt).